# Кейден
Кейде́н (каз. Кейден) — село у складі Жанакорганського району Кизилординської області Казахстану. Адміністративний центр Кейденського сільського округу.
У радянські часи село називалось Жаланаш, до 2004 року — Бірлестік.
Населення — 956 осіб (2021; 860 у 2009, 866 у 1999, 603 у 1989).